# 유지철
유지철(劉智哲, 1968년 1월 8일 ~ )은 KBS의 아나운서다.

## 학력
- 서울대학교 종교학과 학사
- 성균관대학교 언론정보대학원 언론학 석사
- 성균관대학교 신문방송학과 언론학 박사

## 경력
- 1995년 10월 ~ 2023년 12월: KBS 22기 공채 아나운서(KBS춘천방송총국,KBS태백방송국 지역근무)
- 2023년 12월 ~ 2024년 12월: KBS원주방송국장
- 2025년 1월 ~ : KBS 아나운서 복귀
- 2025년 3월 ~ : KBS아트비전 이사

## 스포츠 캐스터 경력
- 2002년 : 부산 아시안 게임 캐스터
- 2003년 : 메이저 리그 미국 현지 중계
- 2004년 : 아테네 올림픽 캐스터
- 2006년 : 도하 아시안 게임 캐스터
- 2008년 : 베이징 올림픽 캐스터
- 2010년 : 광저우 아시안게임 캐스터
- 2012년 : 런던 올림픽 캐스터
- 2016년 : 리우데자네이루 올림픽 캐스터
- KBS 제17대 아나운서협회 회장 역임
- KBS 아나운서실 한국어연구부 부장

## 방송 진행

### TV
- 1997년 11월 23일 ~ 1999년 2월 7일 : KBS 1TV 일요일 낮 《KBS 뉴스 (1200)》
- 1999년 2월 13일 ~ 1999년 10월 16일 : KBS 2TV 《주말 낮 KBS 뉴스 (1300), KBS 2TV 주말 오후 KBS 뉴스 (1700)》
- 1999년 10월 18일 ~ 2000년 10월 6일 : KBS 1TV 《KBS 마감뉴스》
- 2000년 3월 18일 ~ 2006년 3월 12일 : KBS 1TV 《KBS 뉴스 (1900)》
- 2000년 10월 9일 ~ 2001년 11월 2일 : KBS 2TV 《KBS 2TV 오후 4시 뉴스》
- 2001년 11월 5일 ~ 2002년 4월 5일 : KBS 1TV 《KBS 1TV 오후 4시 뉴스》
- 2001년 10월 1일 : KBS 1TV 《KBS 뉴스 (1TV) (1700)》
- 2002년 4월 8일 ~ 2002년 10월 25일 : KBS 1TV 《KBS 정오뉴스》
- 2023년 4월 2일[1] : KBS 1TV 《KBS 뉴스특보》
- 2001년 : KBS 1TV 《바른말 고운말》
- 2011년 : KBS 1TV 《생로병사의 비밀》 출연 (373회 뒷모습, 2011년 6월 4일)
- 2002년 : KBS 2TV 《추적 60분》

### 라디오
- KBS 제1FM 《출발 FM과 함께》
- KBS 제1FM 《FM 신작가곡》
- KBS 제1FM 《정다운 가곡》
- KBS 제1라디오 《KBS 제1라디오 아침종합뉴스》
- KBS 제1라디오 《KBS 제1라디오 정시 뉴스》
- KBS 제2라디오 《KBS 제2라디오 정시 뉴스》
- KBS 제3라디오 《낭독으로 만나는 세상》
- KBS 제3라디오 《공감 코리아, 우리는 한국인》
- KBS 제3라디오 《아름다운 우리가곡》
- KBS 제1라디오 《오늘 밤 1라디오》 (월요일, 수요일 임시진행)

## 경쟁 아나운서
- 신동진 - MBC 前 아나운서/방송인
- 박광범 - SBS 아나운서